# Uvaroviella parantennalis
Uvaroviella parantennalis är en insektsart som beskrevs av Andrej Vasiljevitj Gorochov 2007. Uvaroviella parantennalis ingår i släktet Uvaroviella och familjen syrsor. Inga underarter finns listade i Catalogue of Life.